# The Orange Box
The Orange Box ou Half-Life 2: Orange Box est un pack de jeux vidéo regroupant les jeux Half-Life 2, Half-Life 2: Episode One, Half-Life 2: Episode Two, Team Fortress 2 et Portal, développé par Valve Corporation.
Cette compilation, disponible dès le 9 octobre 2007 en téléchargement via la plate-forme propriétaire Steam, est sortie en version boîte en France le 19 octobre 2007 sur Windows et Xbox 360 et le 11 décembre 2007 sur PlayStation 3.
Conjointement à The Orange Box, un autre pack moins cher contenant seulement les jeux inédits devait sortir : The Black Box. Il sera finalement annulé.
Trois jeux sont inédits (Half-Life 2: Episode Two, Team Fortress 2 et Portal), Half-Life 2 étant quant à lui sorti en 2004 et Half-Life 2: Episode One en 2006.
Le 20 octobre 2016, Lawrence « Larry » Hryb (en), plus connu sous le pseudonyme de « Major Nelson », directeur de la programmation pour les jeux en réseau Xbox Live pour Microsoft, annonce la rétrocompatibilité, dans la version Xbox 360, de The Orange Box via Twitter.